# 惚れた弱み
「惚れた弱み」（ほれたよわみ）は、1997年7月9日に発売されたやしきたかじんの26枚目のシングル。

## 解説
前作から8ヶ月振り、同年9月発売アルバム『PROCESS』の先行シングル。本年を最後にたかじんのオリジナル・アルバムは2014年の急逝迄17年間、発売されることは無かった。

## 収録曲
全曲　作詞：及川眠子
1. 惚れた弱み [05:08]
作曲：川上明彦／編曲：芳野藤丸
2. 待ってあげて [05:11]
作曲：来生たかお／編曲：森俊之
3. 惚れた弱み（オリジナル・カラオケ）
4. 待ってあげて（オリジナル・カラオケ）